# 220年
| 千纪： | 1千纪                                                                                           |
| 世纪： | 2世纪 \| 3世纪 \| 4世纪                                                                         |
| 年代： | 190年代 \| 200年代 \| 210年代 \| 220年代 \| 230年代 \| 240年代 \| 250年代                       |
| 年份： | 215年 \| 216年 \| 217年 \| 218年 \| 219年 \| 220年 \| 221年 \| 222年 \| 223年 \| 224年 \| 225年 |
| 纪年： | 庚子年（鼠年）；东汉建安二十五年，延康元年，曹魏黄初元年                                        |

## 大事记
- 中国
  - 曹魏建立前夕，尚書陳群提出九品中正制，直到587年才被隋文帝由科舉制度取代。
  - 12月11日——东汉献帝刘协被逼禅位，曹丕篡位，改国号为魏，漢朝滅亡，中国历史进入三国时期。
  - 曹丕立軻比能為附義王。
  - 呂岱代步騭為交州刺史。

## 各国领袖

### 亞洲
- 中國(三国)
  - 東漢皇帝：漢獻帝刘协（189年－220年）
    - 曹魏皇帝：魏文帝曹丕（220年－226年）
    - 独立势力：汉中王刘备、吴侯孙权
- 日本
  - 君主：神功皇后（攝政，200年－270年）
- 泰米尔哲罗（Chera）王朝
  - 君主：Yanaikat-sey Mantaran Cheral（201年－241年）
- 亚美尼亚
  - 霍斯羅夫一世, 亚美尼亚王 (197年-238年)
- 朝鲜半岛 (朝鲜三国)
  - 百济 - 仇首王, 百济王 (214年-234年)
  - 伽耶 - 居登王, 伽耶君主 (199年-259年)
  - 高句丽 - 山上王, 高句丽王 (197年–227年)
  - 新罗 - 奈解尼師今, 新罗王 (196年–230年)
- 伊比利亚 - Vache, 伊比利亚国王 (216年-234年)
- 贵霜帝国 - Vasudeva一世, 贵霜君主 (c.191年-225年)
- 安息帝国 - 
  - 沃洛吉斯六世, 安息国王 (c.208年-228年)
  - 阿尔达班四世, 安息国王 (c.216年-224年)
- 拓跋部 - 拓跋力微, 鲜卑大人(219年-277年)

### 欧洲
- 罗马帝国（塞维鲁王朝）
  - 君主：埃拉伽巴路斯（Elagabalus, 218年－222年）

### 非洲
- 库什王朝 (Kush)
  - 君主：
    1. Aryesbokhe国王，（215年－225年）

## 逝世
- 關羽，蜀汉重要将领。
- 關平，關羽的長子。
- 吕蒙，東吴重要将领（178年出生）42岁。
- 孫皎，孫吳宗親將領。
- 曹操，三國時代曹魏奠基者和主要締造者。
- 夏侯惇，曹魏重要將領。
- 黄忠，蜀漢重要將領。
- 程昱，曹魏著名謀士。
- 法正，蜀漢著名謀士。
- 劉璋，益州故主。